# Carpați
Carpați is een Roemeens historisch merk van motorfietsen.
De bedrijfsnaam was: 6-Mertie Werk, Zărnești, Brașov.
Dit was een belangrijke Roemeense fabriek, oorspronkelijk voor vrachtauto’s, maar sinds 1960 ook van lichte (68 cc) motorfietsen de 2,6 pk leverden.